# Rio Manuel Alves da Natividade
Rio Manuel Alves da Natividade är ett vattendrag i Brasilien.   Det ligger i delstaten Tocantins, i den centrala delen av landet, 500 km norr om huvudstaden Brasília.
Omgivningarna runt Rio Manuel Alves da Natividade är huvudsakligen savann. Runt Rio Manuel Alves da Natividade är det mycket glesbefolkat, med 2 invånare per kvadratkilometer.